# ركوب الكنو في الألعاب الأولمبية الصيفية 2020
سيتم التنافس على ركوب الكنو في دورة الألعاب الأولمبية الصيفية لعام 2020 في طوكيو في تخصصين رئيسيين: ركوب الكنو المتعرج، الذي سيقام في الفترة من 25 إلى 30 يوليو 2021، وركوب الكنو السريع، في الفترة من 2 إلى 7 أغسطس. ستقام منافسات التعرج في مضمار سباق التعرج في حديقة كاساي رينكاي؛ بينما سيتم تنظيم أحداث السباق السريع في ممر غابة البحر.
تضم المسابقة 16 حدثًا.

## جدول المسابقة
| م | المجموعات | ¼ | ربع النهائي | ½ | نصف النهائي | ن | النهائي |

| C | قارب الكنو | K | قارب الكاياك |

| الحدث ↓ / التاريخ ← | الأحد 25 | الاثنين 26 | الاثنين 26 | الثلاثاء 27 | الثلاثاء 27 | الأربعاء 28 | الخميس 29 | الخميس 29 | الجمعة 30 | الجمعة 30 |
| ------------------- | -------- | ---------- | ---------- | ----------- | ----------- | ----------- | --------- | --------- | --------- | --------- |
| رجال C-1            | م        | ½          | ن          |             |             |             |           |           |           |           |
| رجال K-1            |          |            |            |             |             | م           |           |           | ½         | ن         |
| سيدات C-1           |          |            |            |             |             | م           | ½         | ن         |           |           |
| سيدات K-1           | م        |            |            | ½           | ن           |             |           |           |           |           |

| الحدث ↓ / التاريخ ← | الاثنين 2 | الاثنين 2 | الثلاثاء 3 | الثلاثاء 3 | الأربعاء 4 | الأربعاء 4 | الخميس 5 | الخميس 5 | الجمعة 6 | الجمعة 6 | السبت 7 | السبت 7 |
| ------------------- | --------- | --------- | ---------- | ---------- | ---------- | ---------- | -------- | -------- | -------- | -------- | ------- | ------- |
| رجال 1000م C-1      |           |           |            |            |            |            |          |          | م        | ¼        | ½       | ن       |
| رجال 1000م C-2      | م         | ¼         | ½          | ن          |            |            |          |          |          |          |         |         |
| رجال 200م K-1       |           |           |            |            | م          | ¼          | ½        | ن        |          |          |         |         |
| رجال 1000م K-1      | م         | ¼         | ½          | ن          |            |            |          |          |          |          |         |         |
| رجال 1000م K-2      |           |           |            |            | م          | ¼          | ½        | ن        |          |          |         |         |
| رجال 500م K-4       |           |           |            |            |            |            |          |          | م        | م        | ½       | ن       |
| سيدات 200م C-1      |           |           |            |            | م          | ¼          | ½        | ن        |          |          |         |         |
| سيدات 500م C-2      |           |           |            |            |            |            |          |          | م        | ¼        | ½       | ن       |
| سيدات 200م K-1      | م         | ¼         | ½          | ن          |            |            |          |          |          |          |         |         |
| سيدات 500م K-1      |           |           |            |            | م          | ¼          | ½        | ن        |          |          |         |         |
| سيدات 500م K-2      | م         | ¼         | ½          | ن          |            |            |          |          |          |          |         |         |
| سيدات 500م K-4      |           |           |            |            |            |            |          |          | م        | م        | ½       | ن       |

### الدول المشاركة
فيما يلي قائمة المشاركين في مسابقة التجديف في دورة الألعاب الأولمبية الصيفية 2020.
- الجزائر (1)
- أندورا (1)
- الأرجنتين (4)
- أستراليا (16)
- النمسا (5)
- بيلاروس (12)
- بلجيكا (4)
- بليز (1)
- البرازيل (5)
- بلغاريا (1)
- كندا (18)
- تشيلي (2)
- الصين (18)
- تايبيه الصينية (1)
- جزر كوك (3)
- كرواتيا (3)
- كوبا (5)
- جمهورية التشيك (9)
- الدنمارك (4)
- مصر (2)
- فرنسا (13)
- ألمانيا (21)
- بريطانيا العظمى (8)
- المجر (18)
- إيران (1)
- جزيرة أيرلندا (1)
- إيطاليا (7)
- اليابان (12) 'مضيف
- كازاخستان (7)
- لاتفيا (1)
- ليتوانيا (1)
- المكسيك (1)
- مولدوفا (3)
- المغرب (2)
- موزمبيق (1)
- هولندا (1)
- نيوزيلندا (8)
- نيجيريا (1)
- النرويج (1)
- بولندا (13)
- البرتغال (8)
- فريق الرياضيين الأولمبيين اللاجئين في الألعاب الأولمبية (1)
- رومانيا (2)
- خطأ لوا في وحدة:Country_alias على السطر 165: Invalid country alias: OCR.
- ساموا (3)
- ساو تومي وبرينسيب (2)
- السنغال (1)
- صربيا (3)
- سلوفاكيا (9)
- سلوفينيا (6)
- كوريا الجنوبية (1)
- إسبانيا (15)
- السويد (3)
- سويسرا (3)
- تايلاند (1)
- تونس (4)
- أوكرانيا (11)
- الولايات المتحدة (4)
- أوزبكستان (2)

## ملخص الميداليات

### حسب الحدث

#### متعرج
| الألعاب    | الذهبية                        | الفضية                            | البرونزية                  |
| ---------- | ------------------------------ | --------------------------------- | -------------------------- |
| رجال سي-1  | Benjamin Savšek · سلوفينيا     | Lukáš Rohan · جمهورية التشيك      | Sideris Tasiadis · ألمانيا |
| رجال كي-1  | Jiří Prskavec · جمهورية التشيك | Jakub Grigar · سلوفاكيا           | هاينس أيجنر ‏ · ألمانيا     |
| سيدات سي-1 | جيسيكا فوكس · أستراليا         | مالوري فرانكلين · بريطانيا العظمى | Andrea Herzog · ألمانيا    |
| سيدات كي-1 | Ricarda Funk · ألمانيا         | مايالين تشوراوت · إسبانيا         | جيسيكا فوكس · أستراليا     |

#### سريع
رجال
| Event        | الذهبية                                                              | الذهبية     | الفضية                                                                    | الفضية   | البرونزية                                                      | البرونزية |
| ------------ | -------------------------------------------------------------------- | ----------- | ------------------------------------------------------------------------- | -------- | -------------------------------------------------------------- | --------- |
| C-1 1000 متر | Isaquias Queiroz · البرازيل                                          | 4:04.408    | Liu Hao · الصين                                                           | 4:05.724 | Serghei Tarnovschi · مولدوفا                                   | 4:06.069  |
| C-2 1000 متر | كوبا · Serguey Torres · فرناندو خورخي                                | 3:24.995 OB | الصين · Liu Hao · Zheng Pengfei                                           | 3:25.198 | ألمانيا · Sebastian Brendel · Tim Hecker                       | 3:25.615  |
| K-1 200 متر  | Sándor Tótka · المجر                                                 | 35.035      | Manfredi Rizza · إيطاليا                                                  | 35.080   | ليام جوستين · بريطانيا العظمى                                  | 35.202    |
| K-1 1000 متر | Bálint Kopasz · المجر                                                | 3:20.643 OB | Ádám Varga · المجر                                                        | 3:22.431 | Fernando Pimenta · البرتغال                                    | 3:22.478  |
| K-2 1000 متر | أستراليا · Jean van der Westhuyzen · Thomas Green                    | 3:15.280    | ألمانيا · ماكس هوف · Jacob Schopf                                         | 3:15.584 | جمهورية التشيك · Josef Dostál · Radek Šlouf                    | 3:16.106  |
| كي-4 500 متر | ألمانيا · Max Rendschmidt · Ronald Rauhe · Tom Liebscher · Max Lemke | 1:22.219    | إسبانيا · ساؤول كرافيوتو · Marcus Walz · Carlos Arévalo · Rodrigo Germade | 1:22.445 | سلوفاكيا · صموئيل بالاش · دينيس ميشاك · إريك فلشيك · آدم بوتيك | 1:23.534  |

سيدات
| Event       | الذهبية                                                          | الذهبية     | الفضية                                                                             | الفضية   | البرونزية                                                                     | البرونزية |
| ----------- | ---------------------------------------------------------------- | ----------- | ---------------------------------------------------------------------------------- | -------- | ----------------------------------------------------------------------------- | --------- |
| C-1 200 متر | نيفين هاريسون · الولايات المتحدة                                 | 45.932      | Laurence Vincent-Lapointe · كندا                                                   | 46.786   | Liudmyla Luzan · أوكرانيا                                                     | 47.034    |
| C-2 500 متر | الصين · Xu Shixiao · Sun Mengya                                  | 1:55.495 OB | أوكرانيا · Liudmyla Luzan · Anastasiia Chetverikova                                | 1:57.499 | كندا · Laurence Vincent Lapointe · Katie Vincent                              | 1:59.041  |
| K-1 200 متر | ليزا كارينجتون · نيوزيلندا                                       | 38.120 OB   | ماريا تيريسا بورتيلا · إسبانيا                                                     | 38.883   | إيما يورجنسن ‏ · الدنمارك                                                      | 38.901    |
| K-1 500 متر | ليزا كارينجتون · نيوزيلندا                                       | 1:51.216    | تمارا تشيباش · المجر                                                               | 1:51.855 | إيما يورجنسن ‏ · الدنمارك                                                      | 1:52.773  |
| K-2 500 متر | نيوزيلندا · ليزا كارينجتون · كاتلين ريان                         | 1:35.785 OB | بولندا · كارولينا نجا · Anna Puławska                                              | 1:36.753 | المجر · Danuta Kozák · Dóra Bodonyi                                           | 1:36.867  |
| K-4 500 متر | المجر · Danuta Kozák · تمارا تشيباش · Anna Kárász · Dóra Bodonyi | 1:35.463    | بيلاروس · Marharyta Makhneva · Nadzeya Papok · Volha Khudzenka · Maryna Litvinchuk | 1:36.073 | بولندا · كارولينا نجا · Anna Puławska · Justyna Iskrzycka · Helena Wiśniewska | 1:36.445  |

### حسب الدولة
*   البلد المضيف ( اليابان)| المرتبة | فريق             | ذهبية | فضية | برونزية | المجموع |
| ------- | ---------------- | ----- | ---- | ------- | ------- |
| 1       | المجر            | 3     | 2    | 1       | 6       |
| 2       | نيوزيلندا        | 3     | 0    | 0       | 3       |
| 3       | ألمانيا          | 2     | 1    | 4       | 7       |
| 4       | أستراليا         | 2     | 0    | 1       | 3       |
| 5       | الصين            | 1     | 2    | 0       | 3       |
| 6       | جمهورية التشيك   | 1     | 1    | 1       | 3       |
| 7       | سلوفينيا         | 1     | 0    | 0       | 1       |
| 7       | كوبا             | 1     | 0    | 0       | 1       |
| 7       | البرازيل         | 1     | 0    | 0       | 1       |
| 7       | الولايات المتحدة | 1     | 0    | 0       | 1       |
| 11      | إسبانيا          | 0     | 3    | 0       | 3       |
| 12      | كندا             | 0     | 1    | 1       | 2       |
| 12      | بريطانيا العظمى  | 0     | 1    | 1       | 2       |
| 12      | أوكرانيا         | 0     | 1    | 1       | 2       |
| 12      | بولندا           | 0     | 1    | 1       | 2       |
| 12      | سلوفاكيا         | 0     | 1    | 1       | 2       |
| 17      | إيطاليا          | 0     | 1    | 0       | 1       |
| 17      | بيلاروس          | 0     | 1    | 0       | 1       |
| 19      | الدنمارك         | 0     | 0    | 2       | 2       |
| 20      | البرتغال         | 0     | 0    | 1       | 1       |
| 20      | مولدوفا          | 0     | 0    | 1       | 1       |
| المجموع | المجموع          | 16    | 16   | 16      | 48      |

## روابط خارجية
- الاتحاد الدولي للكانو